# Doulats

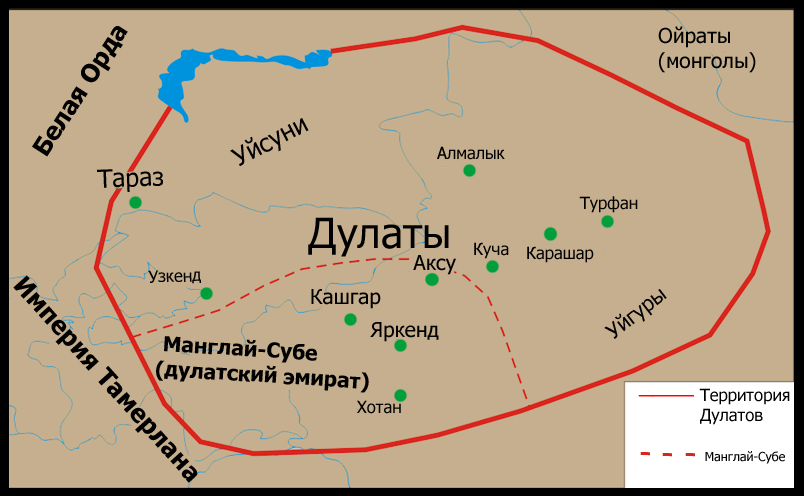
Territoire historique des Doulats.

Les Doulats (kazakh : Дулаттар, parfois kazakh : дулат, ou encore doulou, douglats ou douklats) sont un ancien peuple turc nomade. Ils forment aujourd'hui le plus grand groupe de la Grande jüz du peuple kazakh. Les Doulats vivaient le long de l'Ili, du Tchou et à proximité de Talas, dans la région du cours moyen du Syr-Daria.
Selon le recensement de 1906-1912, les Doulats étaient au nombre de 334 000 personnes ; ils représentaient 60 % de la population de Taraz, 40 % de la population de Verny (ville appelée aujourd'hui Almaty), 33 % de la population de Chimkent et 94 % de la population kazakhe de Bichkek.

## Cri de guerre et tamga

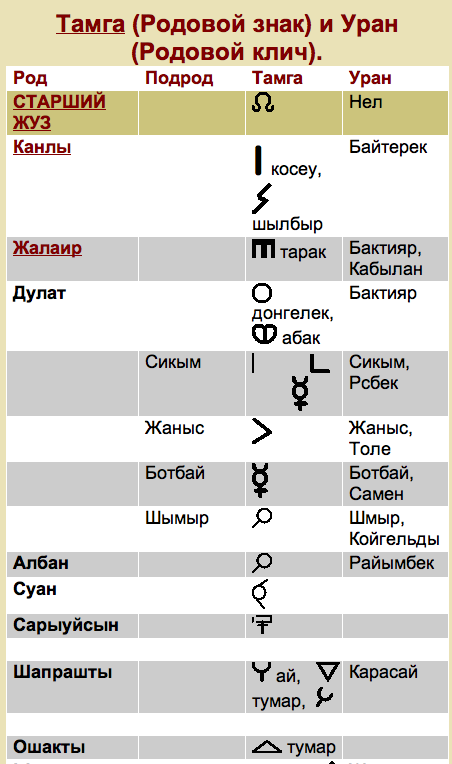
Tamgas et cris de guerre.

Leur cri de guerre (kazakh : Уран) est «Baktyar». Leur Tamga est «Domalak». L'étymologie du mot «Domalak» évoque le totem du Soleil.

## Appartenance ethnique des Doulats
La question de l'origine ethnique des Doulats fait l'objet de controverses : certaines thèses voient leur origine dans les steppes mongoles, d'autres les considèrent comme issus des Turcs. Selon des données plus récentes, la base ethnique des Doulats se retrouve dans les peuples du Khaganat turc occidental (au VIe siècle) qui vivaient au Jetyssou. En 840, les Doulats ont été intégrés à l'empire des Qarakhanides (de 840 à 1212), puis des Khitans (entre 1124 et 1219) et enfin des Mongols. Au sein du Khanat de Djaghataï (de 1224 à 1348), les Doulats ont fini par fonder leur propre état, l'état de Mangalaï (en).

## Composition du peuple
Le peuple doulat est divisé en quatre 4 clans, qui ont fini par se diviser en clans plus petits :
- le clan Botpaï ;
- le clan Janys ;
- le clan Sikym ;
- le clan Chymyr.

## Les Doulats au Mogholistan
L'histoire du peuple Doulat a été détaillée par l'historien Mirza Haidar. Selon ce dernier, les Doulats ont été « l'une des principales nations du Mogholistan ».
Au moment du déclin du Khanat de Djaghataï, l'aristocratie doulate décida de créer un gouvernement indépendant sur les territoires du Kachgar et de Yarkand. Comme la tradition de tous les états mongols voulait que leur dirigeant soit descendant de Gengis Khan, le Doulat Amir Bulaji éleva à la dignité de Khan Tolgouk-Timour (en), alors âgé de 18 ans. Mais malgré cette redevence, le Khan maintint une certaine autorité et un contrôle sur ses territoires du Mongholistan. Il se convertit à l'Islam, et fut imité par les Doulats.
L'historien Mirza Haïdar descendait lui-même de Babur et de Sultan Saïd Khan, qui envahit en 1514 les terres doulates et y établit le Khanat de Yarkand. Après la mort de Sultan Saïd Khan, son successeur Abdourachid Khan (en) (1533-1559) marqua la fin du pouvoir des Doulates au sein du Khanat.

## Doulats célèbres
- Tole Bi (en)
- Mirza Haïdar
- Baourjan Momych-Ouli
- Balouan Cholaq
- Yermakhan Ibraimov

## Liens
- (ru) Doulats - Art kazakh et souvenirs